# Compsobuthus acutecarinatus
Espèce
Synonymes
- Buthus acutecarinatus Simon, 1882

Compsobuthus acutecarinatus est une espèce de scorpions de la famille des Buthidae.

## Distribution
Cette espèce se rencontre au Yémen et en Oman.

## Description
Le tronc de l'holotype mesure 16,5 mm et la queue 20 mm.

## Systématique et taxinomie
Cette espèce a été décrite sous le protonyme Buthus acutecarinatus par Simon en 1882. Elle est placée dans le genre Compsobuthus par Vachon en 1949.

## Publication originale
- Simon, 1882 : « Viaggio ad Assab nel Mar Rosso, dei signori G. Doria ed O.Beccari con il R. Avviso "Esploratore" dal 16 Novembre 1879 al 26 Febbraio 1880. II. Étude sur les Arachnides de l'Yemen méridional. » Annali del Museo Civico di Storia Naturale di Genova, vol. 18, p. 207-260 (texte intégral).